# احمد فیصل بیگ‌زاد
احمد فیصل بیگ‌زاد سیاست‌مدار افغان است. وی والی سابق ولایت تخار بود که از ۲۰ سپتامبر ۲۰۱۲ تا ۸ جولای ۲۰۱۳ این منصب را عهده‌دار بود. سپس در ۲۶ اکتبر ۲۰۱۵ جانشین شاه ولی‌الله ادیب به عنوان والی بدخشان انتخاب شد..